# Dekanat Łowicz-Katedra
Dekanat Łowicz-Katedra – jeden z 21 dekanatów diecezji łowickiej. 
W skład dekanatu wchodzą następujące parafie:
- Parafia św. Macieja Apostoła i św. Małgorzaty w Bednarach
- Parafia św. Macieja Apostoła w Bełchowie
- Parafia Matki Bożej Jasnogórskiej w Bobrownikach
- Parafia św. Rocha w Boczkach Chełmońskich
- Parafia św. Wawrzyńca w Kocierzewie
- Parafia św. Wojciecha i św. Barbary w Kompinie
- Parafia Wniebowzięcia NMP (Katedralna) w Łowiczu
- Parafia Matki Bożej Nieustającej Pomocy w Łowiczu
- Parafia Matki Bożej Bolesnej w Nieborowie

Dziekan dekanatu Łowicz-Katedra
- ks. kan. dr Dariusz Kuźmiński – proboszcz w parafii  Wniebowzięcia NMP katedralnej w Łowiczu

Wicedziekan
- ks. Józef Paciorek – proboszcz w parafii  św. Macieja Apostoła i św. Małgorzaty w Bednarach

Ojciec duchowny
- o. Marceli Ryszard Gęśla OFM